# Pycnopsyche flavata
Pycnopsyche flavata är en nattsländeart som först beskrevs av Banks 1914.  Pycnopsyche flavata ingår i släktet Pycnopsyche och familjen husmasknattsländor. Inga underarter finns listade i Catalogue of Life.